# Leeropdracht
Een leeropdracht is in het academisch spraakgebruik het onderwerp of vak waarin een bepaalde hoogleraar geacht wordt onderwijs te geven en onderzoek te doen.
Een leeropdracht gaat samen met een leerstoel, de positie die de hoogleraar bekleedt. In Nederland staat meestal de leeropdracht vast voordat een hoogleraar wordt gezocht om daar invulling aan te geven. Het komt echter ook voor dat de leeropdracht wordt aangepast aan de specifieke interesses en kennis van een aan te stellen hoogleraar. Dat is vooral het geval bij buitengewoon hoogleraren.